# دوغ غراهام
دوغ غراهام (بالإنجليزية: Doug Graham)‏ هو محامي وسياسي نيوزلندي، ولد في 12 يناير 1942 في أوكلاند في نيوزيلندا. حزبياً، نشط في الحزب الوطني في نيوزيلندا. وقد انتخب وزير العدل ‏ (2 نوفمبر 1990 – 1 فبراير 1999) وانتخب عضو مجلس النواب النيوزيلندي.